# Michael Gladis
Michael James Gladis, född 30 augusti 1977 i Houston, Texas, är en amerikansk skådespelare. Gladis är troligtvis mest känd för sin roll som Paul Kinsey i den hyllade TV-serien Mad Men.

## Biografi

### Uppväxt
Michael växte upp i Farmington, Connecticut, som son till en försäljning- och marknadschef. Han utexaminerades från Farmington High School 1995. Intresset för skådespelaryrket kommer från den tid han tillbringade som volontär för teaterproduktioner på Miss Porter's School, den internationellt kända flickskolan i staden, där han visste att de var i behov av manliga skådespelare. Han började college vid SUNY School of Art Design på Alfred University, innan han senare bytte till State University of New York at New Paltz, där han tog en akademisk examen i teater 1999.

### Karriär
Före Mad Men spelade Gladis Eugene Rossi i fyra avsnitt av Tredje skiftet. Han medverkar för tillfället i Adult Swims komedi Eagleheart. Han sågs sedan i ett avsnitt av Law & Order: Special Victims Unit och ett avsnitt av Leverage. Han var också rösten och rörelserna till Dudley Lynch i spelet L.A. Noire och var Senior Seaman Jevgenij Borzenkov i K-19: The Widowmaker.

## Filmografi

### Film
| År   | Titel                                         | Roll                     | Notering |
| ---- | --------------------------------------------- | ------------------------ | -------- |
| 2002 | K-19: The Widowmaker                          | Yevgeny Borzenkov        |          |
| 2004 | Press Gang                                    | Brian                    | Kortfilm |
| 2012 | The Argument with Beth Behrs & Michael Gladis |                          | Kortfilm |
| 2013 | Armed Response                                | Bruce                    |          |
| 2013 | Devil's Knot                                  | Dan Stidham              |          |
| 2013 | Knights of Badassdom                          | King Diamond             |          |
| 2013 | Low Expectations                              | Pernell Roberts          | Kortfilm |
| 2014 | Not Safe for Work                             | John Ferguson / Visslare |          |
| 2014 | Without Word                                  | T.S. Garp Gault          |          |
| 2015 | Terminator: Genisys                           | Lt. Matias               |          |

### Television
| År        | Titel                             | Roll                      | Notering                           |
| --------- | --------------------------------- | ------------------------- | ---------------------------------- |
| 2003      | Hack                              | Dan Kelley                | Avsnitt: "Out of the Ashes"        |
| 2003      | Tredje skiftet                    | Eugene Rossi              | Återkommande roll; 4 avsnitt       |
| 2005      | Law & Order: Criminal Intent      | Donny                     | Avsnitt: "Prisoner"                |
| 2007      | Life                              | Dean Gill                 | Avsnitt: "Serious Control Issues"  |
| 2007-2009 | Mad Men                           | Paul Kinsey               | Återkommande roll; 39 avsnitt      |
| 2009      | The Good Wife                     | Mark Richardson           | Avsnitt: "Lifeguard"               |
| 2010      | Law & Order: Criminal Intent      | Randall                   | Avsnitt: "Love Sick"               |
| 2010      | Medium                            | Dave Anderson             | Avsnitt: "The Match Game"          |
| 2010      | Law & Order: Special Victims Unit | Bill Dixon                | Avsnitt: "Branded"                 |
| 2011      | House                             | Jaimie                    | Avsnitt: "Family Practice"         |
| 2011      | L.A. Noire                        | Dudley Lynch (röst)       | Datorspel                          |
| 2011      | Leverage                          | Reed Rockwell             | Avsnitt: "The 15 Minutes Job"      |
| 2011-2012 | Eagleheart                        | Chief                     | Huvudroll; 13 avsnitt              |
| 2012      | How I Met Your Mother             | Chester                   | Avsnitt: "Trilogy Time"            |
| 2012      | Mad Men                           | Paul Kinsey               | Avsnitt: "Christmas Waltz"         |
| 2013      | Justified                         | Kenneth                   | Avsnitt: "Money Trap"              |
| 2013      | The Mentalist                     | Curtis Wiley              | Avsnitt: "Red Lacquer Nail Polish" |
| 2013      | Revolution                        | Militia Kapten            | Avsnitt: "The Love Boat"           |
| 2014      | Reckless                          | Deputy Chief Holland Knox | Huvudroll; 6 avsnitt               |
| 2015      | Battle Creek                      | Robert Whitehall          | Avsnitt: "Heirlooms"               |
| 2020      | Penny Dreadful: City of Angels    |                           |                                    |